# ČSOB Stavební spořitelna
ČSOB Stavební spořitelna, a.s. je česká stavební spořitelna, která navazuje na Českomoravskou stavební spořitelnu (ČMSS) založenou roku 1993. V roce 2000 získala nadpoloviční podíl v Českomoravské stavební spořitelně ČSOB, která se pak v roce 2019 stala jediným akcionářem a následně byl v roce 2021 název změněn na ČSOB Stavební spořitelna.
Zpočátku se tato stavební spořitelna specializovala pouze na stavební spoření a s ním související úvěry na bydlení. Postupně své produktové portfolio rozšířila o produkty, které pokrývají široké spektrum finančních služeb. Její obchodní model je postaven na osobním poradenství široké sítě externích spolupracovníků. Centrála sídlí v Praze na Radlické.

## Historie
Založení
- 1992 – Příprava legislativy a dalších podmínek pro uplatnění stavebního spoření v České republice.
- 1. duben 1993 – V platnost vstoupil zákon o stavebním spoření a státní podpoře stavebního spoření.
- 26. června 1993 – Založení Českomoravské stavební spořitelny, a.s. Zakladatelskou smlouvu podepsali zástupci Investiční banky, a.s., Poštovní spořitelny, a.s. a Bausparkasse Schwäbisch Hall AG (BSH). Po sloučení Investiční banky a Poštovní spořitelny vlastnila Investiční a poštovní banka 55 % akcií a BSH, největší německá stavební spořitelna, 45 %.
- 27. srpna 1993 – Česká národní banka povolila ČMSS působit jako banka a vzápětí byla ČMSS zapsána do obchodního rejstříku.

Milníky
- 1993 – Za první čtyři měsíce roku získala sto tisíc klientů, kteří uložili 400 milionů korun a uzavřeli smlouvy s objemem cílových částek kolem 14 miliard korun.
- 1994 – Jako první stavební spořitelna zahájila poskytování tzv. překlenovacích úvěrů se zvýhodněnou úrokovou sazbou.
- 1996 – Spořitelna přivítala půlmilióntého klienta.
- 1997 – ČMSS vyčlenila již druhý den po vypuknutí katastrofálních povodní na Moravě a ve východních Čechách mimořádnou částku půl miliardy korun na pomoc lidem postiženým vodním živlem. Tato částka sloužila ke krytí velmi výhodných překlenovacích úvěrů, které byly poskytovány v té době za nejnižší možnou úrokovou sazbu.
- 1999 – ČMSS zajišťovala nejmasivnější financování bytových potřeb mezi stavebními spořitelnami. 149 tisíc uzavřených úvěrových smluv ve výši 13,5 mld. Kč ke konci roku 1999 představovalo mezi stavebními spořitelnami podíl přes 50 %.
- 1999 – ČMSS přivítala milióntého klienta.
- 2000 – V červnu 2000 ČSOB odkoupila aktiva a pasiva Investiční a poštovní banky, a.s. a vlastnila 55 % akcií ČMSS.
- 2000 – Podle výzkumu agentury Sofres Factum byla ČMSS nejznámější stavební spořitelnou v ČR.
- 2001 – Každý šestý občan ČR byl klientem ČMSS. Ta si tak držela prvenství na českém trhu a pozici druhé největší spořitelny v celoevropském měřítku.
- 2004 – Za jedenáct let své existence ČMSS poskytla svým klientům téměř 77 mld. Kč ve formě překlenovacích úvěrů a úvěrů ze stavebního spoření, což představovalo téměř čtvrtinu ze všech úvěrů na bydlení poskytnutých v ČR. ČMSS se tak stala největším poskytovatelem úvěrů na bytové potřeby v České republice.[zdroj?]
- 2005 – Podíl ČMSS na trhu stavebního spoření činil 45,3 % v objemu poskytnutých úvěrů.
- 2007 – ČMSS poskytla během roku úvěry v objemu větším než 30 miliard korun. To byl nový rekord ČMSS a také celého oboru stavebního spoření v ČR. Celkově poskytla již 151 miliard korun.
- 2008 – Tento rok byl pro ČMSS nejúspěšnějším v její historii.[zdroj?] Objem poskytnutých úvěrů byl větší než 33 miliard korun.
- 2010 – Tarif stavebního spoření z nabídky ČMSS Atraktiv získal v oboru stavebního spoření potřetí za sebou cenu Zlatá koruna.
- 2012 – ČMSS uvedla na trh nové tarify stavebního spoření Variant a Garant.
- 2013 – Od vstupu na český trh v roce 1993 do současnosti poskytla Českomoravská stavební spořitelna svým klientům úvěry na bydlení ve výši více než 300 miliard korun;[zdroj?] spravovala více než 1,6 milionu smluv.[zdroj?] Objem poskytnutých úvěrů dosáhl k 30. 9. 2013 částky více než 300 miliard korun.[zdroj?]
- 2019 – ČSOB se stala 100% akcionářem.
- 2021 – ČMSS změnila název na ČSOB Stavební spořitelna.

## Produktová nabídka
Až do roku 2002 spořitelna nabízela pouze stavební spoření a úvěry na bydlení. V roce 2002 změna legislativy umožnila rozšířit nabídku o penzijní připojištění a podílové fondy. Produktová nabídka se stále rozrůstá a v současné době ČSOB Stavební spořitelna kromě stavebního spoření, překlenovacích úvěrů a úvěrů ze stavebního spoření nabízí následující produkty: rizikové životní pojištění, pojištění majetku a odpovědnosti, hypotéku, spotřebitelský úvěr, penzijní připojištění, životní pojištění, podílové fondy, běžný a spořicí účet.

## Ocenění
- 1999 – Jako jediná z tuzemských spořitelen se ČMSS umístila mezi stovkou nejobdivovanějších firem v České republice v žebříčku CZECH TOP 100. V Kategorii peněžnictví a pojišťovnictví jí náleželo dokonce první místo.
- 2001 – ČMSS opět patřila mezi stovku nejobdivovanějších firem v ČR v žebříčku CZECH TOP 100 a v kategorii peněžnictví a pojišťovnictví opět získala první místo.
- ČMSS je pravidelně oceňována v soutěži Stavební spořitelna roku (2002[2] – 2004: 1. místo, 2005 – 2006: 2. místo, 2007 – 2010: 2. místo).
- V soutěži Zlatý měšec se v letech 2003–2006 umístila na prvním místě.[3] V následujících ročnících již kategorie stavební spoření nebyla vyhlašována.
- V soutěži Zlatá koruna získal v letech 2008–2010[4] první místo tarif Atraktiv. V roce 2003 získal 3. místo překlenovací úvěr Topkredit a v roce 2005 Tophypo.

## Symboly a slogan
Symbolem ČSOB Stavební spořitelny byly zvoleny čtyři cihly a slogan „Na těchto základech můžete stavět“. Jako maskota využívá chytrou lišku, která vešla do povědomí lidí natolik, že ČSOB Stavební spořitelna bývá nazývána také jako spořitelna Liška. Součástí loga jsou čtyři červené cihličky. Spořitelna v současné době používá slogan „Pomáháme vám vytvářet domov“.

## Síť externích finančních poradců
Obchodní model ČSOB Stavební spořitelny je postaven na síti finančních poradců. V současné době má ČSOB Stavební spořitelna největší odbytovou síť téměř 2000 finančních poradců.